# クブタンバハン
クブタンバハン村(Desa Kubutambahan)は、インドネシア共和国バリ州ブレレン県クブタンバハン郡の村。バリ島北部、シガラジャの東に位置し、島の北海岸に沿う道路からキンタマーニ高原、バンリを通って、ギャニャールへ抜けるルートの分岐点である。